# د. بي. سويني
د. بي. سويني (بالإنجليزية: D. B. Sweeney)‏ هو منتج أفلام وكاتب سيناريو وممثل أمريكي، ولد في 14 نوفمبر 1961 في شورهام في الولايات المتحدة.

## أعمال

### أفلام
- (1986) السلطة
- (2000) ديناصور[5][6][7]
- (2003) أخي الدب[8][9][10]
- (2012) تيكن 2[11]
- (2015) سرقة

### مسلسلات
- أدوات حادة
- تاتش
- جيريكو
- رجلان ونصف
- هاواي فايف أو
- هاوس

## وصلات خارجية
- د. بي. سويني على موقع IMDb (الإنجليزية)
- د. بي. سويني على موقع ألو سيني (الفرنسية)
- د. بي. سويني على موقع تيرنر كلاسيك موفيز (الإنجليزية)
- د. بي. سويني على موقع أول موفي (الإنجليزية)
- د. بي. سويني على موقع قاعدة بيانات برودواي على الإنترنت (الإنجليزية)
- د. بي. سويني على موقع قاعدة بيانات برودواي على الإنترنت (الإنجليزية)
- د. بي. سويني على موقع قاعدة بيانات الأفلام السويدية (السويدية)
- د. بي. سويني على موقع إن إن دي بي (الإنجليزية)
- د. بي. سويني على موقع قاعدة بيانات الفيلم (الإنجليزية)
- د. بي. سويني على موقع كينوبويسك (الروسية)